# Euploea snelleni
Euploea snelleni är en fjärilsart som beskrevs av Dudley Moulton 1921. Euploea snelleni ingår i släktet Euploea och familjen praktfjärilar. Inga underarter finns listade i Catalogue of Life.